# Termas de los Cíclopes

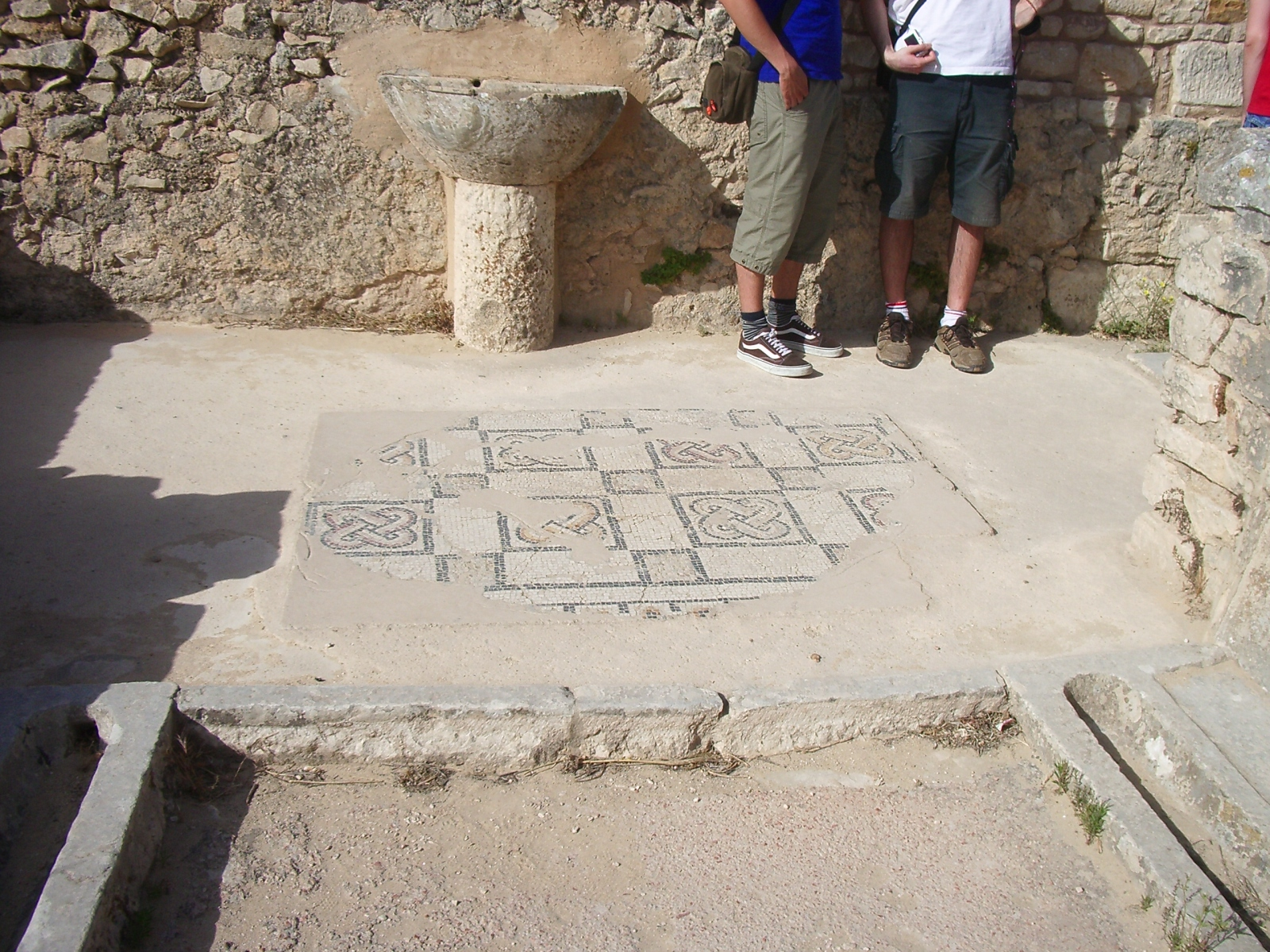
Lavabo.

Las Termas de los Cíclopes o Baños de los Cíclopes, son unas termas romanas del yacimiento arqueológico de Dougga, en Túnez, que fueron construidas probablemente a comienzos del siglo III, de la que la parte de las letrinas (utilizadas ya en el siglo II) está en bastante buen estado. Deben su nombre al mosaico de los baños que representaba unos cíclopes (hoy en el Museo nacional del Bardo), mosaico que estaba en el frigidarium (sala de baños fríos). Se trata de unos edificios del que sólo quedan partes de las paredes, algunas columnas, y piedras fuera de lugar; el acceso a los baños es por una puerta que da a la calle, tiene una sala que se prolonga al este por una piscina rectangular que termina en un hexaedro. El tamaño del edificio es de unos 30 m², lo que ha llegado a pensar que podía tratarse de un lugar privado.
En el interior del edificio de letrinas  (edificio mucho más pequeño), con doce asientos de letrina para uso público y con una fuente para lavarse en la entrada. Las aguas y excrementos iban a unas conducciones y acababan en una cisterna que una vez llena se vaciaba para utilizar el contenido como abono.

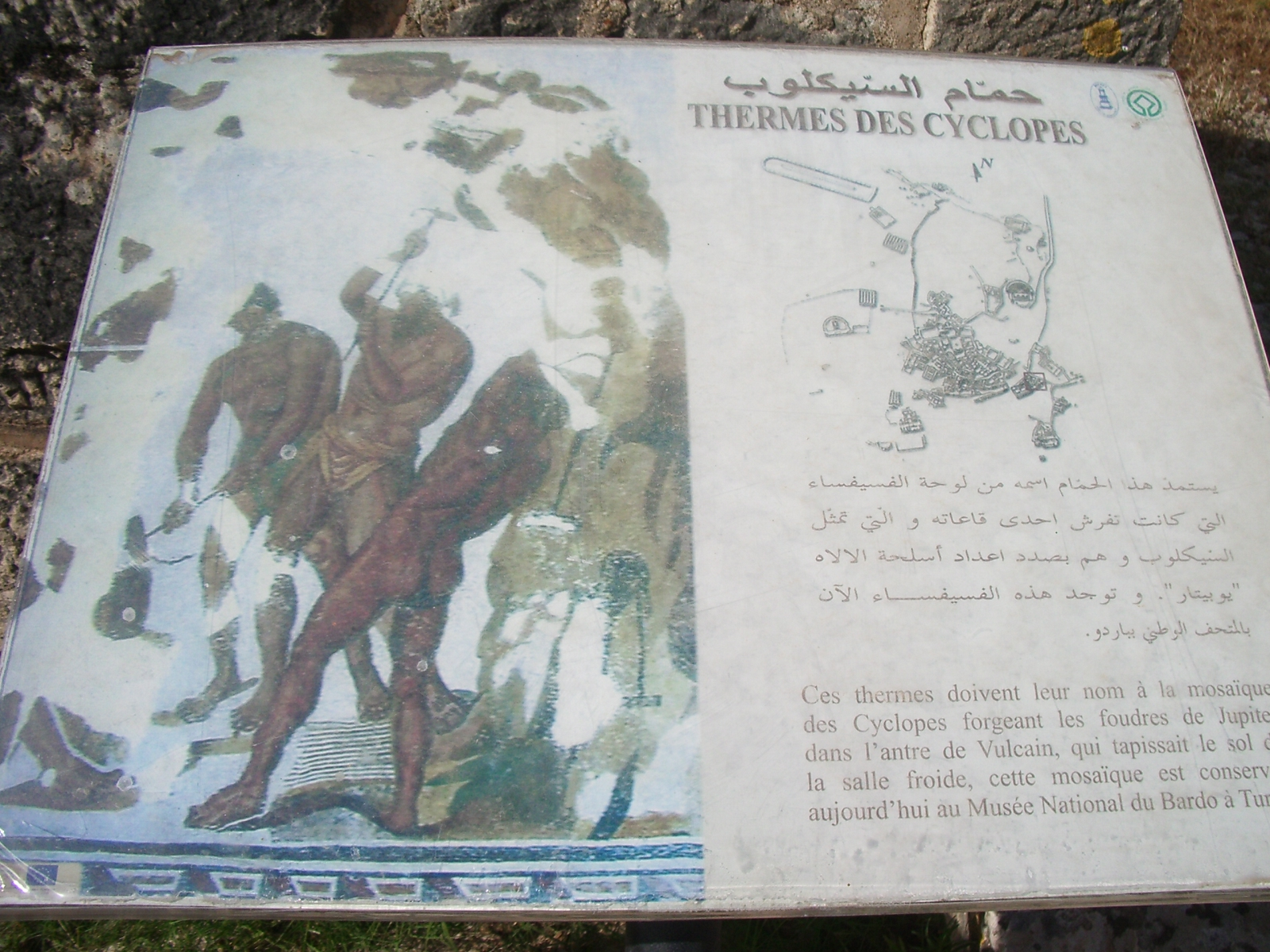
Cartel de situación.

El lugar se encuentra al lado del Trifolium de Dougga, y cercano también a las termas de Caracalla o termas de Licinio, al otro lado de la calle, hay la casa de Gorgona. Una calle baja por un lado de los baños hacia los restos de un arco triunfal dedicado a Septimio Severo y al otro lado de la calle se encuentra el llamado templo de Plutón.